# 東安多弗 (新罕布什爾州)
東安多弗（英語：East Andover）是位於美國新罕布什爾州梅里馬克縣的非建制地區。

## 歷史
東安多弗的郵局自1847年營運至今。

## 地理
東安多弗所處的海拔為高於海平面205米（即673英呎），而該地所採用的時區為UTC-5，即北美东部时区（EST）。同時該地設有夏令時間，為UTC-5調快一小時，即UTC-4（EDT）。